# One More Sleep
«One More Sleep» —español: «Un sueño más que vivir»— es una canción grabada por la cantante inglesa Leona Lewis para su primer álbum navideño y cuarto álbum de estudio Christmas, with Love (2013). La canción fue lanzada el 5 de noviembre de 2013 en los Estados Unidos, como el primer sencillo del álbum.. Se encuentra escrita por Richard "Biff" Stannard, Iain James, Jez Ashurst y Bradford Ellis, mientras que Lewis la coescribió.
El video musical para la canción, fue publicado en el sitio oficial de Lewis en VEVO de Youtube el 30 de noviembre de 2013.

## Producción y composición
«One More Sleep» fue coescrita por Lewis en colaboración con Richard "Biff" Stannard, Iain James, Jez Ashurst y Bradford Ellis. Stannard y Ash Howes produjeron la canción, mientras que Lewis y ellos realizaron la producción vocal. Fue grabado por Biffco y mezclado por Howes en Biffco Studios, Brighton, y Angel Studios, en Londres. La canción utiliza una gran cantidad de instrumentistas: las Claves y programación fueron realizados por Ashurst, Stannard y Howes; Celli por Nick Holland, tambores por Freddy Sheed y el bass por Knight; trombón por Barnaby Dickinson y la trompeta por Graeme Flowers; James Knight realizó el saxofón; las cuerdas fueron dirigidas por Rolf Wilson, los arreglos y dirección por Cliff Masterson y reservado por Roz Colls; Rolf Wilson, Simon Baggs, Steve Morris, Julian Leaper, Tom Piggot Smith, Richard George, Jonathan Hill, Laura Bruce White, Tim Grant, Reiad Chibah realizaron los violines y violas, por Greg Walmsley, Nerys Richards. Coros de acompañamiento fueron cantadas por Katie Holmes, Kelli - Leigh Henry - Davila y Bianca Claxton , mientras que las voces del coro fueron realizados por las cantantes del grupo Diva Singers.
«One More Sleep» es una canción inspirada en el sonido Motown con una duración de 3:59 minutos. La historia de la canción se centra en una cuenta regresiva hasta la Navidad.

## Lanzamiento
El 24 de octubre de 2013, Lewis dio a conocer a «One More Sleep», como el primer sencillo de su cuarto álbum de estudio, y ella lanzó la portada solo una semana después, el 31 de octubre. La portada es un tiro de cabeza de Lewis con un arco rojo por encima de su ojo. La canción fue lanzada para la descarga digital en los Estados Unidos el 5 de noviembre a través de RCA Records, mientras que en Irlanda, Italia y Suiza a través de Sony Music Entertainment y en el Reino Unido a través de Syco Music el 29 de noviembre,  y varios otros países de Europa el 2 de diciembre, entre ellos Francia y España.
El 21 de noviembre de 2013, Lewis subió una remezcla exclusiva del sencillo en su cuenta oficial de SoundCloud.

## Recepción de la crítica
«One More Sleep» obtuvo la aclamación de los críticos de música. En el sitio Digital Spy, Lewis Corner escribió que «One More Sleep» es más "conmovedora" y "dulce" que un pastel de Navidad, y que probablemente se convierta en un elemento básico anual de las canciones de Navidad. Él le otorgó a la canción cuatro de cinco estrellas. Sam Lanksy de Idolator escribió que la canción es "maravillosamente anticuada", con "ooh - ooh", cantada en el fondo y "centelleantes" en la producción. Lanksy continuó escribiendo que si «One More Sleep» no puede conseguir más oyentes en el estado de la Navidad, luego, "nada" más podría obtener. Popjustice escribió que «One More Sleep» es "tan increíble" que los oyentes se olvidan de que es una de "las frases más tóxicas en el idioma inglés" , y adjudicó a la canción, nueve de un máximo de diez estrellas. Michael Cragg, escritor de The Guardian, la eligió como una de las mejores canciones para emborracharse bajo un árbol de Navidad. Él elogió la decisión de que el "legendario" productor Richard Stannard estuviese a cargo de la producción, además de la influencia de la banda Spector.

## Video musical
El audio de la canción fue publicada el 11 de noviembre de 2013 en la cuenta oficial de Lewis en VEVO de Youtube, mientras que el detrás de cámaras del video musical, el 16 de noviembre de 2013. El video oficial fue estrenado el 30 de noviembre de 2013.

## Presentaciones en vivo
El 9 de noviembre de 2013, Lewis interpretó el sencillo «One More Sleep» y la canción «White Christmas» en el Regent Street, en el que también asistieron la banda Passenger y la cantante Eliza Doolittle. El 22 de noviembre, la cantante dio un concierto gratuito en Zúrich, Suiza, en el festival NRJ Energy Stars en frente de un público de 13.000 personas. Lewis realizó una breve aparición en la discoteca G-A-Y de Londres. En los Estados Unidos, Lewis apareció en el programa matutino de NBC, Today, el pasado 4 de diciembre. El mismo día, actuó en el Rockefeller Center Christmas Tree, en donde interpretó «White Christmas», «One More Sleep» y «I Wish It Could Be Christmas Everyday». El 8 de diciembre apareció en la final de temporada del programa de talentos, The X Factor de Reino Unido, en donde interpretó el sencillo «One More Sleep». El 13 de diciembre, se presentó en el programa This Morning, para interpretar el sencillo «One More Sleep». El 18 de diciembre, interpretó el sencillo «One More Sleep» en la final de temporada del programa de talentos, The X Factor en los Estados Unidos. El 19 de diciembre, la cantante participó del Billboard Studio Session, cantando su éxito «One More Sleep». Al día siguiente se presenta en Tonight Show With Jay Leno a interpretar «One More Sleep». El 25 de diciembre se presenta nuevamente en el programa de televisión Today Show.

## Formatos
- Digitales

| Descarga digital |                                                           |          |  |
| N.º              | Título                                                    | Duración |  |
| 1.               | «One More Sleep»                                          | 3:59     |  |
| 2.               | «One More Sleep» (Cahill Remix) (Streaming – Dance Remix) | 3:47     |  |

| Descarga digital - (Remixes) - EP |                                      |          |  |
| N.º                               | Título                               | Duración |  |
| 1.                                | «One More Sleep»                     | 3:59     |  |
| 2.                                | «One More Sleep» (Instrumental)      | 3:58     |  |
| 3.                                | «One More Sleep» (Cahill Club Mix)   | 6:07     |  |
| 4.                                | «One More Sleep» (Cahill Radio Edit) | 3:47     |  |

## Funcionamiento en las listas musicales
En el Reino Unido, la canción hizo su debut oficial en la principal lista del país, UK Singles Chart, en el número treinta y cuatro, durante la semana que termina el 8 de diciembre de 2013 y además debutó en el número treinta y seis del UK Digital Chart. El 9 de diciembre de 2013, «One More Sleep» debutó en el número dieciséis en la lista Adult contemporary de la principal revista semanal en los Estados Unidos, Billboard. En la semana siguiente, la canción subió una posición al número quince. Mientras que en su tercera semana, subió al puesto diez. El 8 de diciembre, la canción debutó en el número cuarenta y cinco en Escocia, y en su segunda semana subió hasta el número tres. La canción además hizo su debut en la lista US Holiday Digital Songs en el número veinte y tres.
En la segunda semana de ventas en el Reino Unido, la canción experimentó un aumento de ventas del 286%, muy probablemente debido a la presentación que Lewis realizó en el programa The X Factor, lo que hizo que «One More Sleep» subiera oficialmente 31 posiciones hasta el número tres en la lista de singles del Reino Unido, siendo solamente superada por el sencillo «Hey Brother» de Avicii, que vendió 300 mil copias más. De esta forma, la canción se convirtió en uno de sus sencillos más exitosos, desde «Happy» que fue lanzado en 2009 y alcanzó el número dos de la lista. Además de establer un nuevo récord, en ser la artista femenina británica con más sencillos en el Top5 de toda la historia de la lista inglesa, con un total de ocho sencillos y superando a Olivia Newton-John, quien posee siete sencillos.

### Rankings semanales
| América del Norte |                       |    |        |
| Canadá            | Canadian Hot 100      | 92 | [ 41 ] |
| Estados Unidos    | Adult contemporary    | 10 | [ 34 ] |
| Estados Unidos    | Holiday Digital Songs | 23 | [ 36 ] |
| Asia              |                       |    |        |
| Corea del Sur     | Top 200 canciones     | 31 | [ 42 ] |
| Europa            |                       |    |        |
| Bélgica (Flandes) | Top 50 canciones      | 85 | [ 43 ] |
| Escocia           | Top 40 canciones      | 3  | [ 35 ] |
| Irlanda           | Top 50 canciones      | 19 | [ 44 ] |
| Reino Unido       | UK Digital Chart      | 2  | [ 31 ] |
| Reino Unido       | Top 75 canciones      | 3  | [ 30 ] |

## Historial de lanzamientos
| País           | Fecha                   | Formato          | Sello discográfico | Ref.   |
| -------------- | ----------------------- | ---------------- | ------------------ | ------ |
| Estados Unidos | 5 de noviembre de 2013  | Descarga digital | RCA                | [ 45 ] |
| Irlanda        | 29 de noviembre de 2013 | Descarga digital | Sony               | [ 9 ]  |
| Italia         | 29 de noviembre de 2013 | Descarga digital | Sony               | [ 10 ] |
| Nueva Zelanda  | 29 de noviembre de 2013 | Descarga digital | Sony               | [ 11 ] |
| Reino Unido    | 29 de noviembre de 2013 | Descarga digital | Syco               | [ 12 ] |
| Francia        | 2 de diciembre de 2013  | Descarga digital | Sony               | [ 13 ] |
| Noruega        | 2 de diciembre de 2013  | Descarga digital | Sony               | [ 46 ] |
| España         | 2 de diciembre de 2013  | Descarga digital | Sony               | [ 14 ] |
| Suecia         | 2 de diciembre de 2013  | Descarga digital | Sony               | [ 47 ] |
| Portugal       | 2 de diciembre de 2013  | Descarga digital | Sony               | [ 48 ] |

## Créditos y personal
Grabación
- Grabado y mezclado en Biffco Studios, Brighton, y Angel Studios, Londres.

Personal
| - Cantautores - Leona Lewis, Richard Stannard, Iain James, Jez Ashurst, Bradford Ellis - Producción - Richard "Biff" Stannard - Producción Vocal - Ceniza Howes, Leona Lewis - Mezcla - Richard Stannard - Grabación - Biffco , Ash Howes - Teclas y programación - Jez Ashurst, Richard Stannard, Ash Howes - Celli - Nick Holland - Drums - Freddy Sheed - Brass - Time Knight Horns | - Trombone - Barnaby Dickinson - Trompeta - Graeme Flowers - Saxofón - James Knight - Cuerdas - Liderado por Rolf Wilson, arreglado y dirigido por Cliff Masterson, reservado por Roz Colls - Violines - Rolf Wilson, Simon Baggs, Steve Morris, Julian Leaper, Tom Piggot Smith, Richard George, Jonathan Hill, Laura Bruce White, Tim *Grant, Reiad Chibah. - Violas - Greg Walmsley, Nerys Richards . - Coros - Katie Holmes, Kelli - Leigh Henry - Davila, Bianca Claxton - Voces del coro - Diva singers (arreglos y dirección por Cliff Masterson) |

Créditos adaptadas de las notas de Christmas, with Love.